# Batterij aan het Gein
De Batterij aan het Gein is een aarden verdedigingswerk aan het eind van de Liniewal Geindijk-Nigtevecht in Abcoude. Het bestaat uit batterijen aan weerszijden van het Gein en maakt onderdeel uit van de Stelling van Amsterdam.
De batterijen vielen eerder onder de posten van Krayenhoff als post 8. Tussen 1800 en 1810 werden aan weerszijden van het Gein, bij de Oostzijdse Molen, twee gesloten aardwerken aangelegd. Er waren geen onderkomens voor de opslag van geschut of munitie en ook geen verblijfsruimten voor de bemanning. Ze zijn zonder aanpassing later opgenomen in de Stelling van Amsterdam, en maakten deel uit van de Liniewal Geindijk-Nigtevecht. De westelijke batterij telde toen twee geschutemplacementen in open opstelling voor twee kanonnen met een kaliber van 10 cm. Deze kanonnen dekten Fort bij Abcoude en reikten tot aan Fort aan de Winkel. 
In oktober 1959 werden de batterijen opgeheven als vestingwerk. In de jaren tachtig is het profiel van de batterijen weer hersteld. De batterijen zijn beide een rijksmonument en het geheel is in handen van Vereniging Natuurmonumenten.

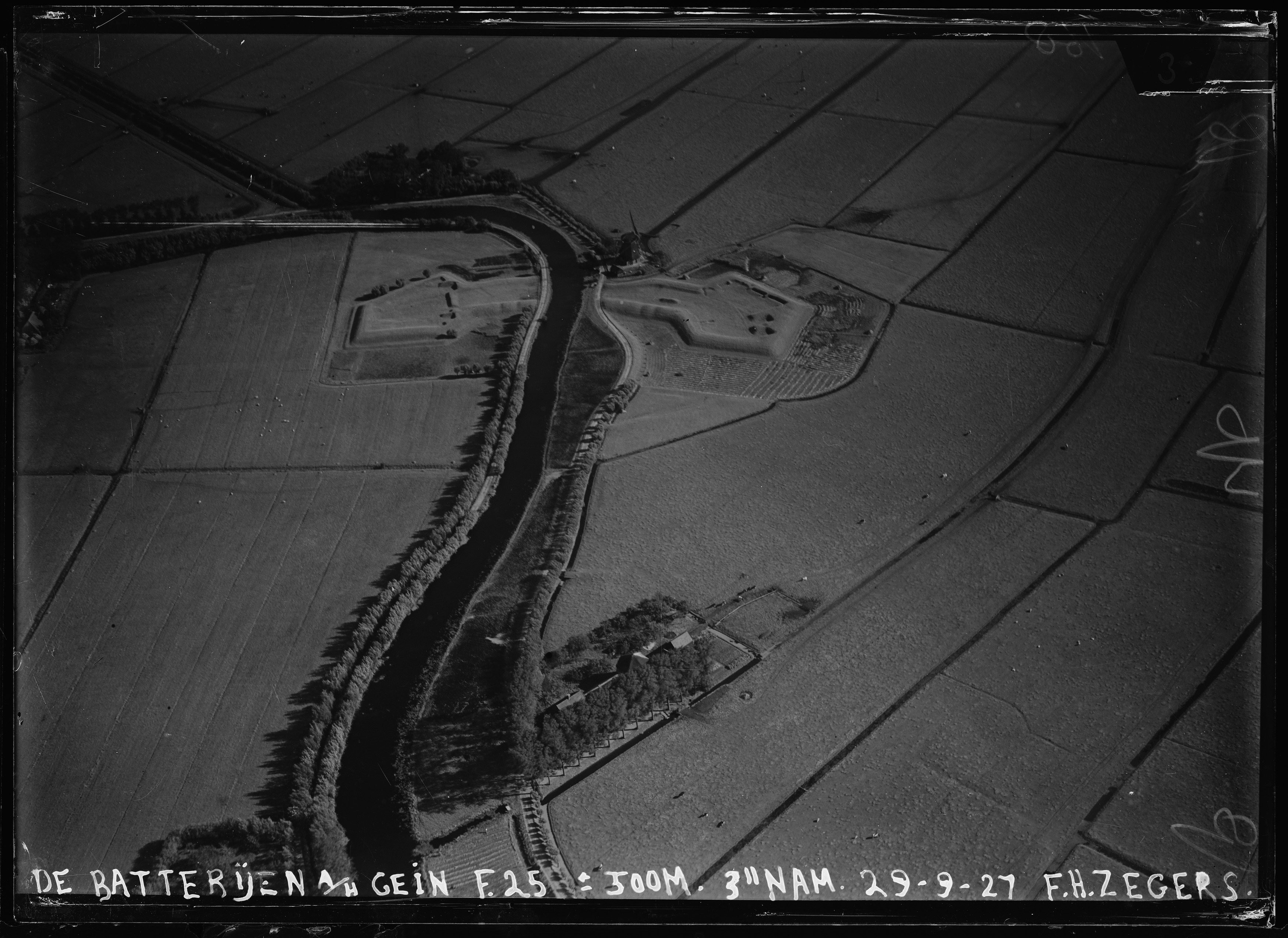
Batterijen aan het Gein, luchtfoto Luchtvaartafdeeling, 1927